# Isla Estanque
Isla Estanque är en ö i Mexiko.   Den ligger i delstaten Baja California, i den nordvästra delen av landet, 1 800 km nordväst om huvudstaden Mexico City. Arean är 0,83 kvadratkilometer.
Terrängen på Isla Estanque är lite kuperad. Öns högsta punkt är 81 meter över havet. Den sträcker sig 0,8 kilometer i nord-sydlig riktning, och 1,4 kilometer i öst-västlig riktning.